# Stelpaviricetes

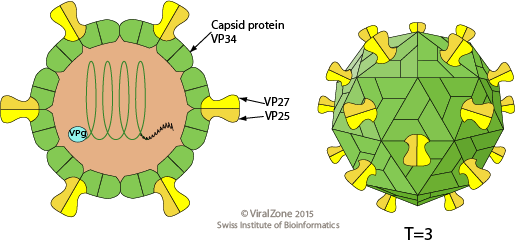
Diagramme du virus Astroviridae

Les Stelpaviricetes sont une classe de virus à ARN à simple brin à polarité positive non enveloppés qui infectent les plantes et les animaux. Le nom du groupe est une abréviation syllabique des ordres membres " stel lavirales, pa tatavirales" avec le suffixe -viricetes désignant une classe de virus.

## Liste des ordres
Selon NCBI (1 février 2021) :
- Patatavirales
- Stellavirales